# 乌特凯尔克
乌特凯尔克（法語：Houtkerque，法語發音：[utkɛʁk]）是法国上法蘭西大區北部省的一个市镇，属于敦刻尔克区。

## 地理
乌特凯尔克（50°52'38"N, 2°35'45"E）面积13.13 平方千米，位于法国上法蘭西大區北部省，该省份为法国最北部的省份及最长的省份，西北濒北海，西接加来海峡省，南至埃纳省和索姆省，东与比利时接壤。
与乌特凯尔克接壤的市镇（或旧市镇、城区）包括：奥斯特卡佩勒、维讷泽勒、邦贝克、埃尔泽勒。

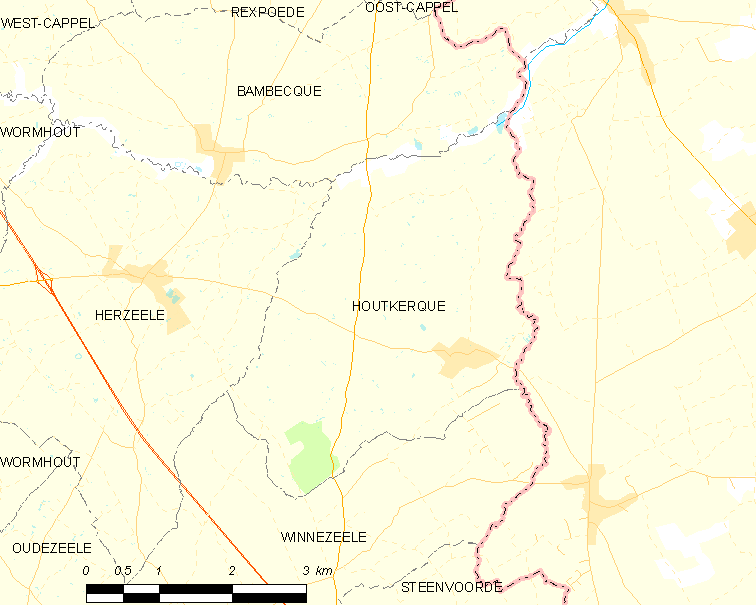
乌特凯尔克的OSM定位图

乌特凯尔克的时区为UTC+01:00、UTC+02:00（夏令时）。

## 行政
乌特凯尔克的邮政编码为59470，INSEE市镇编码为59318。

## 政治
乌特凯尔克所属的省级选区为沃尔穆特县。

## 人口

1962-2008年间乌特凯尔克人口变化图示

乌特凯尔克于2022年1月1日时的人口数量为982人。